# Stictococcus sjostedti
Stictococcus sjostedti är en insektsart som beskrevs av Cockerell 1903. Stictococcus sjostedti ingår i släktet Stictococcus och familjen Stictococcidae. Inga underarter finns listade i Catalogue of Life.